# Trigoniidae
Trigoniidae é uma família de moluscos bivalves de água salgada pertencente à superfamília Trigonioidea. A família é a única extante da ordem Trigoniida e contém apenas um género extante, Neotrigonia. Apesar de ser presentemente monotípica, esta família foi muito diversa, comum e com ampla distribuição no passado geológico. A concha das espécies deste táxon apresentam uma morfologia incomum, com dentes de charneira muito elaborados e o exterior da concha muito ornamentado. 